# Mistrzostwa Świata w Biegu na Orientację 1976
Mistrzostwa Świata w Biegu na Orientację 1976 – odbyły się w dniach 24–26 sierpnia 1976 roku w Aviemore (Wielka Brytania). Zawody odbyły się w dwóch konkurencjach: bieg indywidualny i sztafety.

## Wyniki
| Bieg indywidualny                                                     | Bieg indywidualny | Bieg indywidualny | Bieg indywidualny |
| --------------------------------------------------------------------- | ----------------- | ----------------- | ----------------- |
| Parametry trasy: 15,5 km, 24 punktów kontrolnych, 590 m przewyższenia |                   |                   |                   |
| Miejsce                                                               | Kraj              | Imię i nazwisko   | Czas              |
| 1                                                                     | Norwegia          | Egil Johansen     | 1:31:22           |
| 2                                                                     | Szwecja           | Rolf Pettersson   | 1:33:15           |
| 3                                                                     | Norwegia          | Svein Jacobsen    | 1:33:49           |

| Sztafety                                                         | Sztafety  | Sztafety                                                      | Sztafety |
| ---------------------------------------------------------------- | --------- | ------------------------------------------------------------- | -------- |
| Parametry tras: 10,8 km, ? punktów kontrolnych,? m przewyższenia |           |                                                               |          |
| Miejsce                                                          | Kraj      | Imię i nazwisko                                               | Czas     |
| 1                                                                | Szwecja   | Erik Johansson Gert Pettersson Arne Johansson Rolf Pettersson | 4:10:41  |
| 2                                                                | Norwegia  | Jan Fjærested Oystein Halvorsen Svein Jacobsen Egil Johansen  | 4:19:08  |
| 3                                                                | Finlandia | Hannu Makirinta Markku Salminen Matti Makinen K. Rauhamäki    | 4:23:41  |

| Bieg indywidualny                                                    | Bieg indywidualny | Bieg indywidualny | Bieg indywidualny |
| -------------------------------------------------------------------- | ----------------- | ----------------- | ----------------- |
| Parametry trasy: 8,9 km, 16 punktów kontrolnych, 330 m przewyższenia |                   |                   |                   |
| Miejsce                                                              | Kraj              | Imię i nazwisko   | Czas              |
| 1                                                                    | Finlandia         | Liisa Veijalainen | 1:08:12           |
| 2                                                                    | Szwecja           | Kristin Cullman   | 1:10:31           |
| 3                                                                    | Szwecja           | Anne Lundmark     | 1:11:44           |

| Sztafety                                                         | Sztafety  | Sztafety                                            | Sztafety |
| ---------------------------------------------------------------- | --------- | --------------------------------------------------- | -------- |
| Parametry tras: 7,5 km, ? punktów kontrolnych, ? m przewyższenia |           |                                                     |          |
| Miejsce                                                          | Kraj      | Imię i nazwisko                                     | Czas     |
| 1                                                                | Szwecja   | Ingrid Olsson Kristin Cullman Anne Lundmark         | 2:42:46  |
| 2                                                                | Finlandia | Outi Borgenström Sinikka Kukkonen Liisa Veijalainen | 2:43:05  |
| 3                                                                | Węgry     | Rostás Irén Kovács Magda Monspart Sarolta           | 2:49:22  |